# Joey Graceffa
Joseph Michael Graceffa (16 de mayo de 1991) es una personalidad de televisión, actor, escritor, productor y cantante estadounidense. Tiene dos canales activos de YouTube, ambos con su nombre. Su canal principal se dedica a la realización de vlogs, mientras que el segundo se centra en los videojuegos. Entre ambos canales tiene más de 2.2 mil millones de vistas acumuladas. Fue concursante en las temporadas 22 y 24 de The Amazing Race, y ha aparecido en varios cortometrajes como también ha creado y presentado Escape the Night, una serie web, distribuida por YouTube a través de su servicio de pago de YouTube Premium. Aparece en las tres temporadas junto a otros youtubers.

## Primeros años y educación
Graceffa nació en Marlborough, Massachusetts como hijo de Debbie O'Connor y Joe Graceffa. Tiene dos hermanos, una hermana mayor llamada Nicole y un medio-hermano pequeño llamado Jett quien tiene autismo, a través de su madre y padrastro, Bob. Graceffa tuvo dificultades en la adolescencia por la adicción de su madre al alcohol. Esto comenzó cuando Graceffa tenía 12 años. Según su libro In Real Life: My Journey to a Pixelated World, se graduó de Marlborough High School en 2009. Graceffa asistió al Fitchburg State College para estudiar filmografía, pero abandonó un año después. Graceffa inicialmente quería entrar en el Emerson College, una universidad privada y liberal en Downtown Boston, Boston, Massachusetts, pero su solicitud fue rechazada dos veces, así que decidió quedarse en Fitchburg.

## Carrera

### 2007–13: YouTube yThe Amazing Race
En 2007, a la edad de 16 años, Graceffa comenzó a subir videos a su canal de YouTube, WinterSpringPro, con su amiga de la secundaria Brittany Joyal. En 2009, comenzó a subir videos a su propio canal, llamado, Joey Graceffa. En 2013, se unió a la organización de StyleHaul YouTube. Graceffa publica vlogs diarios en su canal. En agosto de 2017, tenía más de 8.1 millones de suscriptores y más de 1.43 mil millones de vistas en su canal principal. En un segundo canal enfocado en los videojuegos, tenía 2.2 millones de suscriptores y más de 417 mil millones de vistas, haciendo más de 1.7 mil millones de vistas. También tiene más de 3.7 millones de seguidores en Twitter. y más de 5.5 millones de seguidores en Instagram.
En 2013, Graceffa y la también youtuber Meghan Camarena participaron en el concurso The Amazing Race 22. Llegaron hasta la décima fase antes de ser eliminados. Graceffa le dijo a un entrevistador "Hubo un montón de momentos malos pero fue una buena experiencia al final. Me encantaría repetir." Más tarde formaron equipo para participar en The Amazing Race 24.

### 2013–2015: Películas,In Real Lifey otros proyectos
A finales de 2013 y principios de 2014, Graceffa protagonizó su propia serie web, Storytellers. El proyecto fue fundado por campañas de Kickstarter y Indiegogo que Graceffa organizó. Reunió $140.000 y $30.000, respectivamente.
En 2014, Graceffa protagonizó el cortometraje Eon. Ese mismo año Graceffa también protagonizó Ethereal junto a Joey Pollari. A través de 2012 y 2014, Graceffa figuró en varios cortometrajes de BlackBoxTV. Fue parte de la serie de Fine Brothers, MyMusic en 2013 y 2014. Graceffa fue nominado a dos premios en los Teen Choice Awards 2014. Ganó el premio al "Mejor Actor Masculino en una serie web dramática" en los 2014 Streamy Awards por su papel de Hunter Crowley en Storytellers. Graceffa fue nombrado por Common Sense Media como una de las "10 Estrellas de YouTube que tus hijos adoran".
En marzo de 2015, Graceffa protagonizó un episodio de CONtv en el proyecto Fight of the Living Dead, creado por la personalidad de televisión Justine Ezarik.
El 16 de mayo de 2015 Graceffa lanzó la canción "Don't Wait". En octubre de 2016, el video había amasado 24 millones de visitas. Graceffa confirmó en YouTube el 18 de mayo de 2015 que era gay.
El 19 de mayo de 2015, Graceffa lanzó una autobiografía titulada In Real Life: My Journey to a Pixelated World, publicada por Keywords Press. Su libro fue New York Times Best Seller en la lista de "celebridades" de julio de 2015

### 2016–presente:Escape the Night, literatura y línea de joyas
El 15 de febrero de 2016, Graceffa anunció que mantenía una relación con Daniel Preda desde julio de 2014.
El 21 de junio de 2016, Graceffa anunció en su video de Youtube, titulado "I HAVE A SURPRISE!", que estaba creando una línea de joyas llamada "Crystal Wolf". El 7 de junio de 2017, Crystal Wolf Co lanzó su colección Summer Solstice junto a al pintauñas Crystal
El 22 de junio de 2016, Graceffa lanzó y protagonizó el primer episodio de una serie web de YouTube Premium titulada Escape the Night con otros YouTubers como Shane Dawson, Eva Gutowski, Glozell Green, Oli White, Timothy Delaghetto, Andrea Brooks, Matthew Haag, Justine Ezarik, Sierra Furtado, and one Viner/YouTuber, Lele Pons. El primer episodio tiene más de 9.000.000 vistas.
El 4 de octubre de 2016, Graceffa, junto a la coautora Laura L. Sullivan, lanzó la novela titulada Children of Eden, publicada por Keywords Press. Su libro fue un New York Times Best Seller.
El 6 de enero de 2017, Graceffa anunció que aparecería en la película, The Space Between Us lanzada el 3 de febrero de 2017.
El 16 de mayo de 2017, Graceffa anunció en un video de Youtube, titulado "MOST INSANE BIRTHDAY SURPRISE EVER!" La secuela de su novela Children of Eden llamada Elites of Eden, follows an Elite and a lilac-haired girl – Yarrow and Lark. When these two girls discover the thread that binds them together, the collision of memories means that their lives may change drastically – and that Eden may never be the same. Rowan - captured by the government, her fate is uncertain.
En un video publicado el 16 de mayo de 2018, anunció la publicación de la última entrega, Rebels of Eden, la cual salió a la venta en octubre de 2018.
El 10 de julio de 2018, anunció que la gira The Eden comenzaría el 4 de octubre. Sin embargo, el 19 de septiembre de 2018, la gira fue cancelada debido a que Joey sufre de Thrush (una condición para gente que sufre de inmunodeficiencia) para largos periodos de tiempo.